# مبول كويلاغوب
مبول كينيلوي كويلاغوب (بالإنجليزية: Mpule Kwelagobe)‏ (14 نوفمبر 1979)، هي سياسية، سيدة أعمال، عارضة أزياء بتسوانية، وفازت بلقب ملكة جمال الكون سنة 1999، وأصبحت بذلك أول امرأة أفريقية سوداء تفوز بلقب مسابقة ملكة الجمال في العالم. تعتبر كويلاغوب أيضا ناشطة في مجال حقوق الإنسان الصحية، كما شاركت في تأسيس شركة أسهم خاصة بالاستثمارات في الخدمات المالية، والطاقة المتجددة والزراعة في أفريقيا وجنوب آسيا باسم QuesS Capital LLC.

## ملكة جمال بوتسوانا
في أغسطس 1997، أصبحت كويلاغوب أصغر امرأة تتوج بلقب ملكة جمال بوتسوانا بسن ال17 عندما كانت تلميذة في ثانية لوباتسي. مثلت كويلاغوب دولتها في مسابقة ملكة جمال العالم سنة 1997 في ماهيه ولكنها لم تتوج باللقب. وفي فبراير 1999، فازت بأول لقب لمسابقة ملكة جمال كون بوتسوانا، وأصبحت أول امرأة تتوج ملكة جمال بوتسوانا مرتين. وتعتبر أول ملكة جمال كون بوتسوانا وأول ملكة جمال بوتسوانا تشارك في مسابقة ملكة جمال الكون.

## ملكة جمال الكون
وصلت كويلاغوب إلى بورت أوف سبين في 5 مايو 1999 للمشاركة في مسابقة ملكة جمال الكون 1999، والتي أقيمت يوم 26 مايو في مركز المؤتمرات شاغواراماس، ترينيداد وتوباغو وفازت بها متجاوزة 84 متسابقة أخرى. انتقلت إلى نيويورك حيث منزلها الجديد بعد التتويج بيومين وعملت في برج ترامب. أصبحت كويلاغوب بعدها عارضة ترويجية بشركة كلايرول.

## سفيرة النوايا الحسنة
سنة 2000، عينت كويلاغوب سفيرة للنوايا الحسنة من قبل الأمم المتحدة. وحضرت قمة الأرض للتنمية المستدامة، ومؤتمر البلدان الأقل نماء، والقمة العالمية للشباب.

## التعليم
حصلت كويلاغوب على شهادة في العلوم السياسية (الاقتصاد السياسي الدولي) من قبل جامعة كولومبيا في نيويورك.